# Blassac
Blassac é uma comuna francesa na região administrativa de Auvérnia-Ródano-Alpes, no departamento de Alto Loire. Estende-se por uma área de 13 km². Em 2010 a comuna tinha 140 habitantes (densidade: 10,8 hab./km²).